# Contea di Carroll (Arkansas)
La contea di Carroll, in inglese Carroll County, è una contea dello Stato dell'Arkansas, negli Stati Uniti. La popolazione al censimento del 2000 era di 25 357 abitanti. La contea ha due città come capoluogo: Berryville e Eureka Springs.

## Geografia fisica
La contea si trova nella parte settentrionale dell'Arkansas. L'U.S. Center Bureau certifica che l'estensione della contea è di 1655 km², di cui 1632 km² composti da terra e i rimanenti 23 km² composti di acqua.

### Contee confinanti
- Contea di Stone (Missouri) - nord
- Contea di Taney (Missouri) - nord-est
- Contea di Boone (Arkansas) - est
- Contea di Newton (Arkansas) - sud-est
- Contea di Madison (Arkansas) - sud
- Contea di Benton (Arkansas) - ovest
- Contea di Barry (Missouri) - nord-ovest

### Principali strade ed autostrade
- U.S. Highway 62
- U.S. Highway 412
- Highway 21
- Highway 23
- Highway 103

## Storia
La contea di Carroll fu costituita il 1º novembre 1833.

## Città e paesi
- Beaver
- Berryville
- Blue Eye
- Eureka Springs
- Green Forest
- Oak Grove